# Tom Söderberg
Tom Gunnar Söderberg (født 25. august 1987 i Norrköping, Sverige) er en svensk tidligere fodboldspiller (forsvarer). Han spillede én kamp for Sveriges landshold, en venskabskamp mod Oman 20. januar 2010. Han spillede samtlige 90 minutter i kampen, som Sverige vandt 1-0. På klubplan tilbragte han størstedelen af sin karriere i hjemlandet, hvor han blandt andet repræsenterede BK Häcken og Elfsborg.